# Jonathan Holt
Jonathan Holt (Regno Unito, ...) è un pubblicitario e docente britannico.
Nel 2013 ha esordito come scrittore con il thriller Sconsacrato (The Abomination) nel 2013 (edito da Newton Compton), primo volume della Carnivia Trilogy, edita negli Stati Uniti da Harper Collins. Nel 2014 viene pubblicato il suo secondo romanzo dal titolo Profanato (The Abduction). Il terzo volume, uscito nel 2015, è intitolato Giustiziato (The Traitor).

## Biografia
Dopo aver insegnato letteratura inglese a Oxford, è ora direttore creativo di un'agenzia di pubblicità e vive a Londra. 

## Opere

### Romanzi
- Sconsacrato (The Abomination, 2013), Newton Compton
- Profanato (The Abduction, 2014), Newton Compton
- Giustiziato (The Traitor, 2015), Newton Compton